# 弥生 (企業)
弥生株式会社（やよい）は、東京都千代田区に本社を置くソフトウェア開発会社であり、KKRの子会社。2022年2月まではオリックスの子会社であった。

## 概要
『弥生会計』などのビジネスソフトウェア製品を開発販売している。無償を含めた登録ユーザーは280万以上（2022年9月）、有償保守サポートユーザーは87万（2022年9月）。パッケージ型会計ソフトにおいて国内シェア65.6%（2021年10月～2022年6月）、クラウド型会計ソフトにおいて国内シェア53.9%（2022年4月）を有している。

## 沿革
- 1978年（昭和53年）- 株式会社日本オールシステムズ（後の日本マイコン）を設立。
- 1980年（昭和55年）- 株式会社システムハウスミルキーウェイを設立。
- 1987年（昭和62年）10月 - 弥生シリーズの販売開始。
- 1997年（平成9年）- 米インテュイット、ミルキーウェイ、日本マイコンの統合によりインテュイット株式会社を設立。
- 2003年（平成15年）
  - 2月7日 - 社長の平松庚三がMBOにより米インテュイットから独立。米インテュイットが日本法人を投資会社アドバンテッジ パートナーズに95億円で売却した[6]。
  - 4月1日 - 社名変更し、弥生株式会社となった[7]。
- 2004年（平成16年）11月9日 - ライブドアがアドバンテッジ パートナーズより230億円での買収を発表。同年12月20日にライブドアの子会社となる。
- 2006年（平成18年）
  - 1月24日 - 親会社であるライブドアの社長・堀江貴文の逮捕を受け、平松が急遽ライブドア社長に就任する。
  - 6月12日 - 平松庚三が代表取締役会長に就任。後任の代表取締役社長に飼沼健が就任。
- 2007年（平成19年）
  - 4月2日 - 持株会社のライブドアが、ライブドアホールディングス（のちのLDH）へと商号変更。
  - 8月24日 - ライブドアホールディングスが、保有する弥生の株式を投資ファンドのMBKパートナーズ（朝鮮語版、英語版）に710億円で売却すると発表[8]。
  - 9月28日 - 特別目的会社である株式会社MBKP1へ株式を譲渡。
- 2008年（平成20年）4月1日 - 岡本浩一郎が代表取締役社長に就任する[9]。
- 2014年（平成26年）11月13日 - オリックス株式会社が99.9%の株式を800億円強で2014年内に買収し、オリックスグループ傘下にすると発表した[10]。
- 2021年（令和3年）12月 - オリックスが米投資ファンドKKRに約2400億円で売却する方針を固めたと日本経済新聞が報じた[11]。
- 2022年（令和4年）3月1日 - オリックスからKKRへの株式譲渡が完了し、当社はKKRの子会社となった[12]。

## 主要製品

### パッケージ製品
対応OSはWindows。パッケージに当時の親会社であったライブドアの社長であった堀江貴文の写真が掲載されていた時期もあった。2009年から2010年に菊川怜、2011年から2017年には皆藤愛子が起用されていた。2017年10月20日発売の18シリーズからは芳根京子が起用されている。
- 弥生会計（個人事業主・中小規模法人向け会計ソフト）
- 弥生販売（中小規模法人向け販売管理ソフト）
- 弥生給与（中小規模法人向け給与計算ソフト）
- やよいの青色申告（個人事業主向け会計ソフト）
- やよいの給与計算（スモールビジネス向け給与計算ソフト）
- やよいの見積・納品・請求書（見積書・請求書発行ソフト）
- やよいの顧客管理 （顧客管理ソフト）

### クラウド製品
対応OSはWindowsとmacOS。「Misoca」及び「Next」シリーズはマルチ環境（PC、スマホ（Android、iOS））対応。
- 弥生会計 オンライン（中小規模法人向けクラウド会計ソフト）[13]
- やよいの青色申告 オンライン（個人事業主向けクラウド会計ソフト）
- やよいの白色申告 オンライン（個人事業主向けクラウド会計ソフト）
- Misoca（見積書・納品書・請求書）
- 弥生給与Next（クラウド給与サービス、旧やよいの給与明細 オンライン）
- やよいの給与明細Next（クラウド給与明細サービス）
- 弥生会計Next（法人向けクラウド会計ソフト） - 2024年10月より先行体験プログラムを実施、2025年4月8日より正式リリース。

### スマートフォンアプリ製品
対応OSはAndroidとiOS。
- 弥生会計 オンライン
- やよいの青色申告／白色申告 オンライン
- 弥生 レシート取込

### かつて販売していた製品
- バンクナウ（オンラインバンキングソフト）

日本マイコン時代
- テラ/Queenシリーズ（日本語ワープロソフト）
  - テラ
  - Queen
  - Terra （バージョン2）
  - テラ III 世
  - Queen II
  - Queen III
  - テラ Towns
  - テラ V
- Grape（アニメーション描画ソフト）

## 社名の由来
主力商品の弥生シリーズに由来する。その商品名は日本では3月決算の企業が多く会計ソフトがフル稼働するのが3月 (弥生) であることから名づけられた。